# Dule, Škocjan
Dule so naselje v Občini Škocjan. V naselju je nekoč stal dvor Pleterje (Pleterhof) omenjen leta 1404. V bližini dvora Pleterje je stal še en danes izginuli objekt, dvor Brinje (Brynie). Valvasorjeva zgodba pravi, da se je plemič oženil z neko vdovo in nato prišel k tašči zahtevat denar. Ker ni dobil ničesar, je podtaknil ogenj, taščo pa, ki je zbežala z vso srebrnino in zlatnino je kasneje prestregel in oropal. Bližnji Pleterski hrib (187m) se imenuje grajska pristava (Mayerhoff).